# Moleana (Ort)
Moleana ist ein osttimoresischer Ort im Suco Ritabou (Verwaltungsamt Maliana, Gemeinde Bobonaro). Er liegt in der Aldeia Moleana, auf einer Meereshöhe von 132 m. Nach Südwesten führt eine Straße in Richtung der Gemeindehauptstadt Maliana. Von ihr zweigt nach Osten die Überlandstraße nach Hatolia Vila. Südöstlich liegt die Siedlung Beabubu und südwestlich das Dorf Cor Luli.
Im Dorf befinden sich eine Kapelle und eine Schule.

## Geschichte
Südlich des Dorfes Moleana befand sich mehrere Jahre die Operationsbasis Moleana der Australischen Armee. Die Basis wurde für die INTERFET-Mission von 1999 und die UNMIT-Mission 2006 verwendet. 2009 gab Australien die Basis an Osttimor zurück. Heute befindet sich hier die Landwirtschaftlich-technische Schule Moleana (Escola Tecnica Agricola de Moleana).